# Hettemarks
La Hettemarks (Hettemarks Konfetions SpA) è stata la prima grande azienda di abbigliamento femminile pret a porter del Mezzogiorno, fondata nel 1959 da Sven Rudolf Hettemark (1901/1989, imprenditore svedese che aveva già creato la casa madre nel suo paese nelle città di Enköping e Örbyhus), la figlia Ann Marie Hettemark (stilista, vivente, considerata una stella nascente negli anni sessanta con i colleghi Armani, Trussardi, Versace, Valentino) e suo marito Vito Antonio Di Cagno (deceduto nel 2016). Il brand nasce dall'aggiunta del suffisso "s" al cognome Hettemark (per la grammatica svedese traducibile con "degli Hettemark"), anch'esso "invenzione" del padre fondatore Sven, nato con il cognome di Gustafsson.

## Storia
Primo concorrente di Max Mara nell'abbigliamento femminile pronto, con due stabilimenti e oltre mille maestranze nel periodo di maggior sviluppo, tra cui una vera e propria colonia di tecnici svedesi trasferirtisi a Bari con le famiglie, non supera la crisi economica dei primi anni settanta nonostante un fatturato di 7 miliardi di lire e viene rilevata dalla GEPI, dopo un fallimentare tentativo del nuovo AD Giovanni Tartara di convincere Sven Hettemark a ricapitalizzare prima, e far intervenire Aldo Moro e Donat Cattin presso un pool di banche dopo.
La mancata ricapitalizzazione da parte del socio maggioritario svedese verteva sulle richieste sindacali che aumentavano il costo del lavoro di circa cinque volte e furono inutili anche i numerosi scioperi tenutesi sia nel capoluogo pugliese che a Roma La GEPI per subentrare imponse il fallimento della precedente società e le dimissioni di Tartara, ma ottenne di continuare ad utilizzare il marchio registrato da Ann Marie Hettemark, che resterà per alcuni anni come capo stilista. Nella seconda metà degli anni ottanta la GEPI chiude definitivamente l'azienda, con un crollo totale dell'industria di abbigliamento nel sud e del suo indotto, che ritorna a piccole imprese individuali, alcune gestite da ex dipendenti della Hettemarks.
La Hettemarks svedese dopo un lungo periodo di crisi dovuta alle ripercussioni della vicenda italiana, anche familiari (il divorzio tra la figlia di Sven Hettemark e Vito Di Cagno), rinasce come nuova società con sede a Engelholm.
L'azienda fu per anni un punto di riferimento nei rapporti economici e culturali tra Italia e Svezia. Più volte il Re Gustavo VI Adolfo, appassionato archeologo dilettante, visitò il capoluogo pugliese accompagnato dai connazionali che vi vivevano e lavoravano nelle visite turistiche e in piccole operazioni di scavo nel sito di Egnazia (Monopoli, Ba), e fu il fondatore dell'Istituto Svedese di Studi Classici a Roma.
La Hettemarks rivoluzionò il modo di "fare azienda" nel sud Italia, introducendo l'uso dei primi calcolatori elettronici con schede perforate; una mensa interna unica per i lavoratori, tecnici e dirigenti; la pubblicità televisiva e le pubbliche relazioni, con una forte prevalenza di figure femminili in vari settori chiave e una percentuale altissima di donne impiegate nei reparti sartoria e cucitura.
Tra le figure di spicco della Hettemarks italiana è da citare la stilista Alice Kerstin Margareta van den Bosch, rientrata in Svezia negli anni ottanta e divenuta chiefdesigner del marchio H&M dal 1985 al 2007, per passare poi a un ruolo dirigenziale e di promozione.
Un'altra delle donne della moda nata nella Hettemarks è stata Barbara Vitti, passata alle PR di GEPI, Armani, Versace, Valentino.
Sempre una delle stiliste svedesi Barbro Hildell, finita l'avventura nell'abbigliamento femminile, dopo il matrimonio con un discendente del senatore bitontino Alessandro Guaccero, avviò una fiorente attività di import export di vini pugliesi in Svezia, che oggi porta sulle tavole scandinave quasi un milione di bottiglie l'anno.